# Bücker Bü 134
El Bücker Bü 134 fue un monoplano prototipo alemán de ala alta monomotor diseñado y construido por Bücker Flugzeugbau GmbH.

## Desarrollo
Después de comenzar la producción del biplano Bücker Bü 133 , en 1936 la compañía Bücker Flugzeugbau  comenzó el desarrolló de su primer diseño monoplano al que se designó Bü 134; este intentaba ser un avión liviano de propósitos generales del tipo Taylor Cub de ala alta y con una cabina biplaza cerrada en la que los asientos estaban uno al lado del otro.  Las alas podían ser plegadas para su estacionamientos en hangares reducidos. Las pruebas de vuelo demostraron serias deficiencias y el tipo no fue puesto en producción. El único avión, D-EGPA, fue destruido por un fuego en su hangar en 21 de mayo de 1939.

## Especificaciones (Bü 134)
Referencia datos: 

### Características generales
- Tripulación: 1
- Longitud: 6,02 m
- Envergadura: 6,60 m
- Altura: 2,2 m
- Superficie alar: 12 m²
- Planta motriz: 1× Motor en línea 4 cilindros invertidos Hirth HM 504.
  - Potencia: 78 kW (105 CV)
- Hélices: 1× 1 por motor.

### Rendimiento
- Velocidad nunca excedida (Vne): 220 km/h
- Alcance: 400 km
- Techo de vuelo: 4.500 m (14.765 pies)